# ليزلي دونكان
ليزلي دونكان (بالإنجليزية: Leslie Samuel Duncan)‏ هو مالك صحيفة ‏ ورئيس تحرير صحيفة وسياسي بريطاني وأسترالي (وحمل سابقاً جنسية المملكة المتحدة لبريطانيا العظمى وأيرلندا)، ولد في 20 أغسطس 1880 في أستراليا، وتوفي في 27 فبراير 1952 في نفس البلد. حزبياً، نشط في حزب العمال الأسترالي (فرع جنوب أستراليا) ‏. وقد انتخب عضو مجلس النواب جنوب أستراليا من الجمعية عن دائرة Electoral district of Gawler ‏ وقد انضم خلال فترته النيابية (19 مارس 1938 – 27 فبراير 1952)  للكتلة البرلمانية حزب العمال الأسترالي (فرع جنوب أستراليا) ‏.